# ゆかいなコンサート
『ゆかいなコンサート』は、NHK教育テレビジョンにて1986年4月8日から1995年3月16日まで放送された小学校4年生音楽向け学校放送番組である。

## 概要
1985年7月22日・23日・24日にパイロット版が放送。
1991年度よりステレオ放送を実施。

## 放送時間
いずれも日本時間。
| 期間                | 放送時間                                                      |
| ------------------- | ------------------------------------------------------------- |
| 1986年度 - 1989年度 | 火曜日 14:00 - 14:15（本放送） 金曜日 10:15 - 10:30（再放送） |
| 1990年度 - 1991年度 | 金曜日 09:30 - 09:45（本放送） 土曜日 09:45 - 10:00（再放送） |
| 1992年度            | 金曜日 11:00 - 11:15（本放送） 土曜日 11:30 - 11:45（再放送） |
| 1993年度 - 1994年度 | 木曜日 09:45 - 10:00（本放送） 金曜日 11:30 - 11:45（再放送） |

## 出演者
| 期間      | 期間      | 司会・解説 | パートナー |
| --------- | --------- | ---------- | ---------- |
| 1986年4月 | 1991年3月 | 青島広志   | 山野さと子 |
| 1991年4月 | 1993年3月 | 青島広志   | 森祐理     |
| 1993年4月 | 1995年3月 | 松尾祐孝   | 小野寿子   |

そのほか、人形キャラクターの音楽博士（声:肝付兼太）を起用していた時期があった。